# Leyesaurus
Leyesaurus (od nazwiska rodziny Leyesów, której członkowie odkryli skamieniałości tego dinozaura, oraz od greckiego słowa sauros – "jaszczur") – rodzaj zauropodomorfa żyjącego na terenach dzisiejszej Ameryki Południowej prawdopodobnie we wczesnej jurze. Gatunkiem typowym jest L. marayensis (epitet gatunkowy nawiązuje do Basenu Marayes–El Carrizal, na obszarze którego odkryto skamieniałości tego dinozaura), którego holotypem jest niekompletny szkielet oznaczony PVSJ 706 zachowaną niekompletną czaszką i żuchwą, pierwszymi siedmioma kręgami szyjnymi, jednym przednim i jednym środkowym kręgiem ogonowym, kawałkami lewej łopatki, kości kruczej i kości ramiennej, prawej kości łonowej i obu kości kulszowych oraz kilkoma kości stępu, śródstopia i paliczkami lewej stopy. Skamieniałości Leyesaurus odkryto w osadach formacji Quebrada del Barro w argentyńskiej prowincji San Juan.
Od innych zauropodomorfów L. marayensis odróżnia współwystępowanie w jego szkielecie m.in. kąta ostrego (50°) między wyrostkiem wstępującym (ascending process) kości szczękowej a krawędzią zębodołową (u innych bazalnych zauropodomorfów ten kąt w zależności od gatunku wynosi 60°–90°); prostego wyrostka wstępującego kości szczękowej (podobnie jak u masospondyla i Adeopapposaurus, ale inaczej niż u innych bazalnych zauropodomorfów, u których wyrostek ten jest wygięty) z kostnym grzebieniem ciągnącym się wzdłuż jego bocznej krawędzi (nieznanym u żadnego innego bazalnego zauropodomorfa); wyraźnego wybrzuszenia na powierzchni wargowej zębów wyrastających z kości szczękowej; znacząco wydłużonych kręgów szyjnych (stosunek długości do wysokości trzonu szóstego kręgu szyjnego wynosi więcej niż 5:1 – podobnie jak u niektórych euzauropodów, ale inaczej niż u triasowych i wczesnojurajskich bazalnych zauropodomorgów); esowatej dorsalnej (górnej) krawędzi wyrostków kolczystych kręgów szyjnych (w widoku bocznym przednia połowa tej krawędzi jest wypukła, zaś tylna jest w części prosta a w części lekko wkłęsła – podobnie jak u masospondyla, ale inaczej niż u innych bazalnych zauropodomorfów); oraz znajdującej się nad tylnym wyrostkiem stawowym (postzygapophysis) kręgów szyjnych narośli kostnej (epipophysis / torus dorsalis) cechującej się niewielką długością (odpowiada ona ok. 2/3 całkowitej długości dorsalnej powierzchni tylnego wyrostka stawowego – podobnie jak u masospondyla, a inaczej niż u innych zauropodomorfów). Czaszka Leyesaurus była stosunkowo krótka (długość 147,4 mm) i niska (wysokość ok. 56 mm); całkowita długość jego ciała prawdopodobnie wynosiła ok. 2,5 metra.
Z przeprowadzonej przez autorów opisu L. marayensis analizy kladystycznej (w oparciu o zmodyfikowaną macierz danych z analizy Yatesa z 2007 r.) wynika, że Leyesaurus był przedstawicielem rodziny Massospondylidae; według tej analizy był on taksonem siostrzanym do rodzaju Adeopapposaurus, a oba te rodzaje tworzyły klad siostrzany do rodzaju Massospondylus.
Formację Quebrada del Barro, w której odkryto skamieniałości L. marayensis, część autorów uznaje za reprezentującą późny trias (noryk), ponieważ odkryto w niej kości prawej stopy i cztery kręgi ogonowe zauropodomorfa pierwotnie zaliczonego do triasowego rodzaju Riojasaurus. Apaldetti i współpracownicy (2011) stwierdzili jednak, że miejsce przechowania kręgów jest nieznane, co uniemożliwia badania nad nimi; natomiast kości stopy nie mają cech diagnostycznych pozwalających przypisać je do jakiegokolwiek rodzaju bazalnego zauropodomorfa. W tej sytuacji nie ma podstaw, by uznawać formację Quebrada del Barro za triasową; odkrycie w jej osadach Leyesaurus, blisko spokrewnionego z wczesnojurajskimi rodzajami Adeopapposaurus i Massospondylus, sugeruje raczej, że formacja ta reprezentuje wczesną jurę.